# シェナンドー大学
シェナンドー大学（シェナンドーだいがく、英名：Shenandoah University）は、アメリカ合衆国バージニア州のウィンチェスターにある男女共学の私立大学。シェナンドア大学とも表記される。大学はメソジスト教会と提携している。

## 沿革

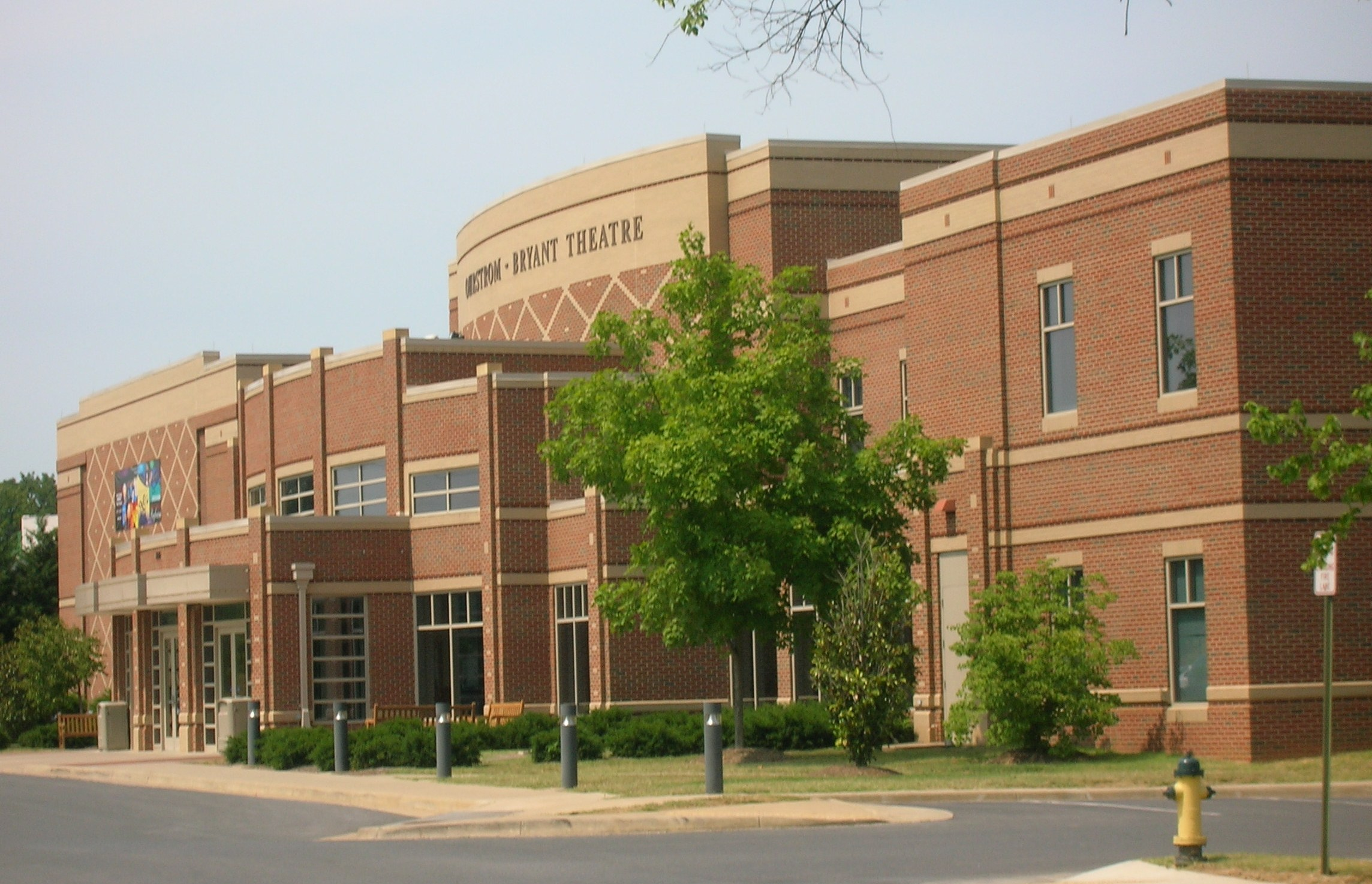
大学の劇場

シェナンドー大学は1875年、バージニア州デイトンに創設され、1960年に30万5千平方メートル（75エーカー）の広さを誇る現在のウィンチェスターのキャンパスへと移動した。大学の学生数はおよそ3,000人を数え、アメリカ合衆国内の46の州と、国外42カ国が主な学生の出身地である。
また、シェナンドー大学は2つの都市部に位置するキャンパスで経営されており、主要なキャンパスはウィンチェスターにあるほか、ノーザン・バージニア・キャンパスが、バージニア州リーズバーグにそれぞれ置かれている。
そのほか、シェナンドー大学のスポーツチームは、アメリカ合衆国南部体育連盟 (USA South Athletic Conference) に加盟しており、連盟に所属する他の大学はほかにグリーンズボロ大学、クリストファー・ニューポート大学などがある。

## 学部と講義要目
シェナンドー大学は80を超える準学士、学士、修士、博士の課程を提供しており、全6つの専門学部がある。
- 芸術・科学部
- ハリー・F・バード・ジュニア商学部
- シェナンドー音楽学校
- 栄養士学部
- バーナード・J・ダン薬学部
- 継続教育学部